# Comuna Bezuhlivka, Nijîn
Bezuhlivka (în ucraineană Безуглівка) este o comună în raionul Nijîn, regiunea Cernihiv, Ucraina, formată din satele Bezuhlivka (reședința), Bidîn, Dovhe, Homivka, Kurîlivka, Pașkivka și Sîndarevske.

## Demografie
Componența lingvistică a comunei Bezuhlivka
     Ucraineană (97,85%)
     Rusă (1,69%)
Conform recensământului din 2001, majoritatea populației comunei Bezuhlivka era vorbitoare de ucraineană (97,85%), existând în minoritate și vorbitori de rusă (1,69%).